# Lamut
Lamut ist eine philippinische Stadtgemeinde in der Provinz Ifugao. Sie hat 25.279 Einwohner (Zensus 1. August 2015).

## Baranggays
Lamut ist politisch in 18 Baranggays unterteilt.
| - Ambasa - Bimpal - Hapid - Holowon - Lawig - Lucban - Mabatobato, BLISS(Lamut) - Magulon - Nayon | - Panopdopan - Payawan - Pieza - Poblacion East - Poblacion West - Pugol (Ifugao Reservation) - Salamague - Sanafe - Umilag |